# Bhangra
Il bhangra (punjabi: ਭੰਗੜਾ بھنگڑا, [pə̀ŋɡɽɑː]) è una forma di musica e danza che ha origine nella regione del Punjab. Il bhangra, oltre a essere una forma di espressione artistica, svolge un ruolo significativo nella cultura del Punjab, fungendo da mezzo di celebrazione e connessione comunitaria. La danza e la musica del bhangra sono spesso accompagnate da colorate e vibranti performance visive, arricchendo l'esperienza globale. La sua diffusione a livello internazionale è stata facilitata dall'emigrazione di persone originarie del Punjab in varie parti del mondo, portando con sé le tradizioni culturali.

## Danza
La danza si è sviluppata come una combinazione di danze provenienti da diverse parti della regione del Punjab. I ballerini utilizzano abiti coloratissimi in un vortice di coreografie intonano i canti.